# 星朗站
星朗站，位于中华人民共和国贵州省黔南布依族苗族自治州独山县甲里镇，是黔桂铁路上的火车站，建于1943年，由成都铁路局管辖。

## 歷史
- 建于1943年。